# Alexandre Ferreira
Alexandre Ferreira dit Alex (né le 13 novembre 1991 à Seia, dans le district de Guarda) est un joueur portugais de volley-ball. Il mesure 2,03 m et joue réceptionneur-attaquant. Il totalise 90 sélections en équipe du Portugal.

## Clubs
| Club                  | De        | À         |
| --------------------- | --------- | --------- |
| Sena Clube            | 2006-2007 | 2006-2007 |
| CDRJ Anreade          | 2007-2008 | 2008-2009 |
| Esmoriz GC            | 2009-2010 | 2010-2011 |
| SC Espinho            | 2010-2011 | 2010-2011 |
| NMV Castellana Grotte | 2012-2013 | 2012-2013 |
| Trentino Volley       | 2013-2014 | 2013-2014 |
| Ziraat Bankası Ankara | 2014-2015 | 2015-2016 |

## Palmarès
- Championnat du Portugal (1)
  - Vainqueur : 2012
- Supercoupe d'Italie (1)
  - Vainqueur : 2013